# Högstena, Enköpings kommun
Högstena är en by i sydvästra delen av Torstuna socken i norra delen av Enköpings kommun, Uppland.
Byn består av enfamiljshus samt bondgårdar och är belägen längs länsväg C 807 strax norr om Örsundaån.